# 池田貴広
池田 貴広（いけだ たかひろ、1990年5月17日 - ）は、日本のプロBMXライダー。
シルク・ドゥ・ソレイユ BMXアーティスト。株式会社サイクレント代表取締役。

## 略歴
1990年5月17日生まれ。千葉県千葉市出身。東洋大学法学部卒。
2004年（中学2年生）、BMXを始める。
2008年（高校3年生）、全日本選手権King Of Groundのエキスパートクラスの年間チャンピオンとなり当時最年少でプロクラスに昇格。
2010年、国際大会Red Bull Flamenco Flatlandで優勝を果たす。
2011年から2015年にかけて、5年連続でBMXタイムマシンスピンのギネス世界記録を更新。
2014年、BFWC世界ランキングで年間3位となる。
2015年、シルク・ドゥ・ソレイユの『La Nouba』（アメリカ・フロリダ州オーランド/ウォールトディズニーワールド）に抜擢され、アジア人初のBMXアーティストとして出演を果たす
。
株式会社サイクレント設立。